# Convent de Lloret de Vistalegre
El Convent de Lloret de Vistalegre o Convent de Nostra Senyora de Loreto és un edifici situat al municipi de Lloret de Vistalegre, a Mallorca.

## Descripció
Es conserva en l'estat original, ja que des del segle xvii no s'hi han fet obres. El conjunt de les dependències suma 5000 metres quadrats.

## Història
La comunitat franciscana de clausura que va romandre a la localitat del 1551 al 1566 va cedir l'espai als frares dominics el 1583. Els dominics van iniciar la construcció de l'església el 1591 i del monestir el segle xvii. El convent va ser dividit i venut després de la desamortització de Mendizábal.
A principis del segle XXI van marxar les darreres monges franciscanes de la comunitat.
El 2013 la propietat la tenia dividida l'Ajuntament de Lloret, el bisbat i alguns particulars. Una entitat s'hi va interessar per a fer-hi un hospital psiquiàtric.
El 2017 el consistori va anunciar que obiria un hotel dins l'edifici després d'una reforma que costaria 695.000 euros.
L'ajuntament va anar adquirint l'edifici durant la dècada del 2010. El 2019 va donar per comprat tot l'edifici. El 2020 va ampliar l'edifici consistorial amb la part del convent anomenada Ca na Fustera, adquirit el 2019, amb un cost d'uns 220.000 euros.